# Husö
Husö (Zweeds voor 'huiseiland') is een eiland dat behoort tot de gemeente Sottunga, onderdeel van de autonome Finse provincie Åland. Het eiland ligt ten zuidoosten van het hoofdeiland van Sottunga. Op het eiland wonen twee families met in totaal 6 personen (2015). Verder staan er op het eiland ongeveer 30 vakantiehuisjes ('stugor').
Het eiland heeft een kleine haven in een zuidwestelijke baai, en een veerstoep op de uiterste zuidpunt, waar de veerboot van de zuidelijke lijn van Ålandstrafiken (tussen Långnäs en Galtby) op aanvraag aanlegt in de helft van de gevallen dat het eiland gepasseerd wordt.

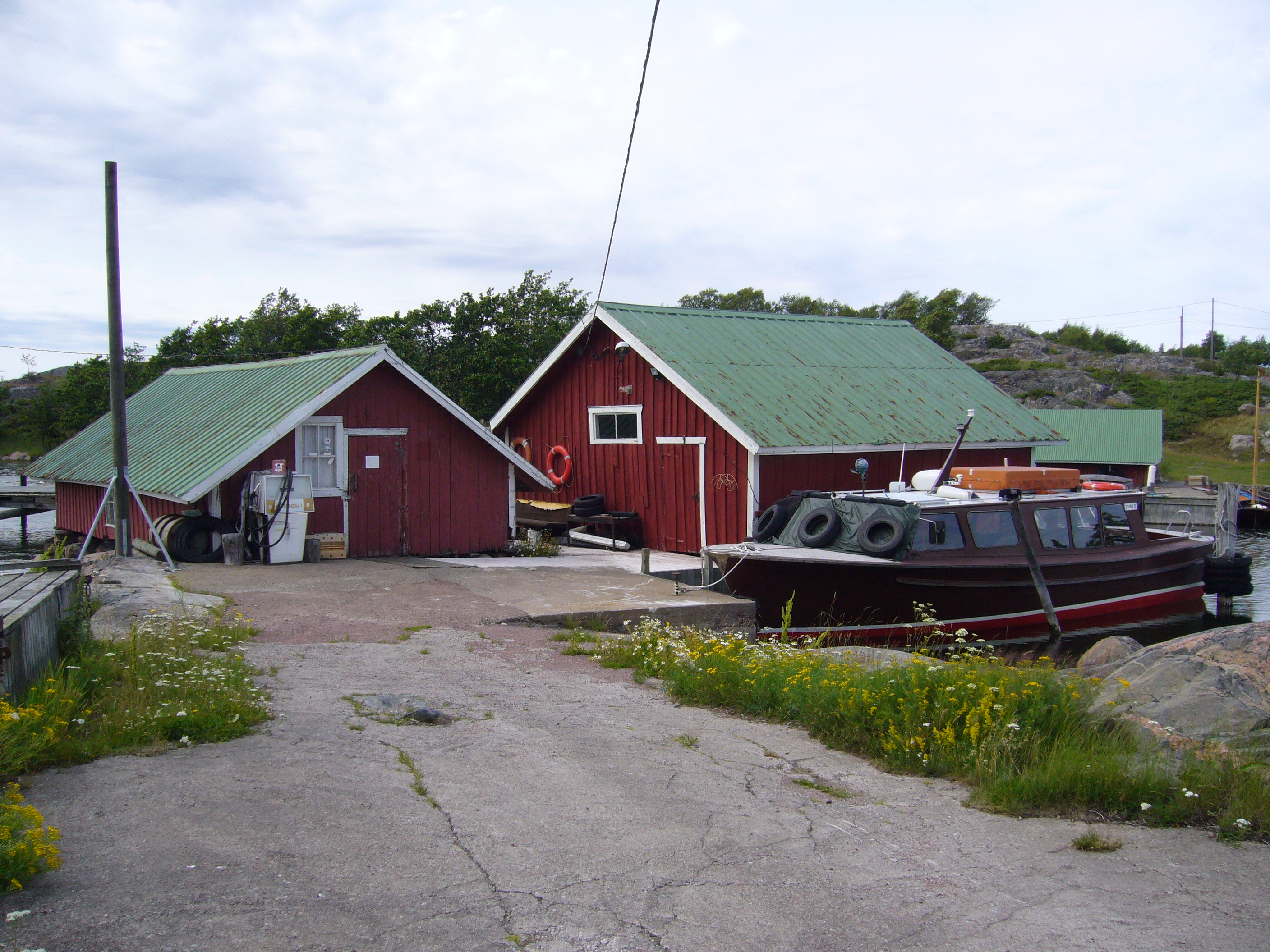
Het haventje van Husö.

## Geschiedenis
In de Tweede Wereldoorlog zijn meerdere schepen die bij dit eiland aangemeerd waren, gebombardeerd. Er zijn daardoor nu nog meerdere bomkraters zichtbaar.